# Nuovamente falso
Nuovamente falso è il secondo album musicale di Fiorello, prodotto da Claudio Cecchetto.
Come nel primo album, Veramente falso, l'artista canta noti brani di vari autori, imitando la voce del cantante originale.

## Tracce
1. Una carezza in un pugno
2. Centro di gravità permanente
3. C'era un ragazzo che come me amava i Beatles e i Rolling Stones
4. Ci vorrebbe un amico
5. My Way
6. Il gatto e la volpe
7. Gloria
8. La mia banda suona il rock
9. Una donna per amico
10. Una carezza in un pugno (versione a cappella)

## Formazione
- Fiorello - voce
- Sandro Comini - tromba
- Paride Sforza - sax
- Lalla Francia - cori
- Mino Vergnaghi - cori
- Patrizia Saitta - cori
- Moreno Ferrara - cori